# Tratado de Saint-Clair-sur-Epte
O Tratato de Saint-Clair-sur-Epte foi assinado no outono de 911 entre Carlos, o Simples e Rollo, líder dos viquingues, com o objetivo de assentar os normandos na Nêustria e proteger o reino de Carlos de novas invasões normandas.
Após muitas batalhas com os viquingues, Carlos percebeu que ele não conseguiria mais conter os seus avanços e decidiu como medida temporária ceder a Rollo as terras ao redor de Ruão, sob a condição de que ele deveria se converter ao cristianismo e defender o rio Sena de outros viquingues.
No tratado, Rollo jurou lealdade a Carlos, tornando-se vassalo do rei e se convertendo ao cristianismo. Em contrapartida, Carlos cedeu a Rollo a região do baixo Sena (correspondente hoje a Alta Normandia), localizada ao redor da cidade de Ruão, que desde então passou a se chamar Normandia. Existem controvérsias entre os historiadores se a posição de Rollo no recém criado feudo da Normandia era de duque ou se era equivalente a de um conde carolíngio.[carece de fontes?]